# 法夫萊克 (密歇根州)
法夫萊克（英語：Fife Lake）是位於美國密歇根州大特拉弗斯縣的一個村。

## 人口
根據2020年美國人口普查的數據，法夫萊克的面積為3.03平方千米，當中陸地面積為1.88平方千米，而水域面積為1.15平方千米。當地共有人口456人，而人口密度為每平方千米150人。